# Carl Schadewitz
Carl Schadewitz (1887-1947) fou un compositor i director d'orquestra alemany.
Feu els estudis musicals al Conservatori de Würzburg, al qual més tard hi fou professor de les càtedres de teoria musical i piano.
Va compondre diverses òperes, entre elles Laurenca, Johannisnacht, música d'escena per a una versió alemanya de l'obra de Calderón de la Barca; tres Suites i un Poema simfònic per a orquestra; una Sonata per a violí i piano i una altra per a violoncel i piano; una Liedsinfonie, per a soprano, baríton, violí, flauta i piano, un quartet amb piano i nombrosos lieder.